# Cathy Barry
Cathy Barry (Bristol; 28 de septiembre de 1967) es una actriz pornográfica británica.
En 2004, Barry se sometió a un implante mamario, operación que fue transmitida en vivo por el programa Cosmetic Surgery Live del canal 5 del Reino Unido. Se informó como la cirugía de mayor ampliación de mama realizada en ese reino. El cirujano que realizó la operación fue citado más tarde ante el comité de ética de su hospital.
En 2006, protagonizó la película The Affair junto a Omar Williams. Aunque algunos críticos atacaron la película, considerando que parecía un film aficionado, otros críticos la han elogiado.
En 2007, Barry ganó el premio a la Mejor Artista Británica en la feria ETO Awards. Ese mismo año, Barry fue nominada como Mejor Actriz Femenina en los Premios del Cine para adultos del Reino Unido, por su papel en Cathy's Diaries 9. A pesar de que no ganó, se le dio un premio a su trayectoria.
En 2008 y 2011, Barry apareció en el canal porno Television X de su país.